# Ludwig Müller-Uri

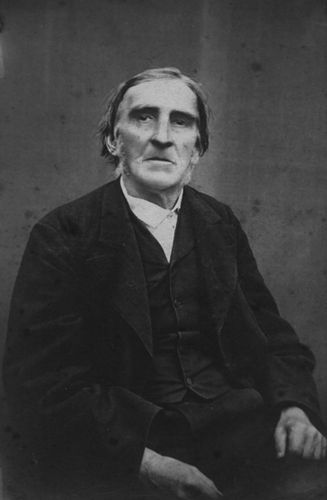
Ludwig Müller-Uri (1811–1888)

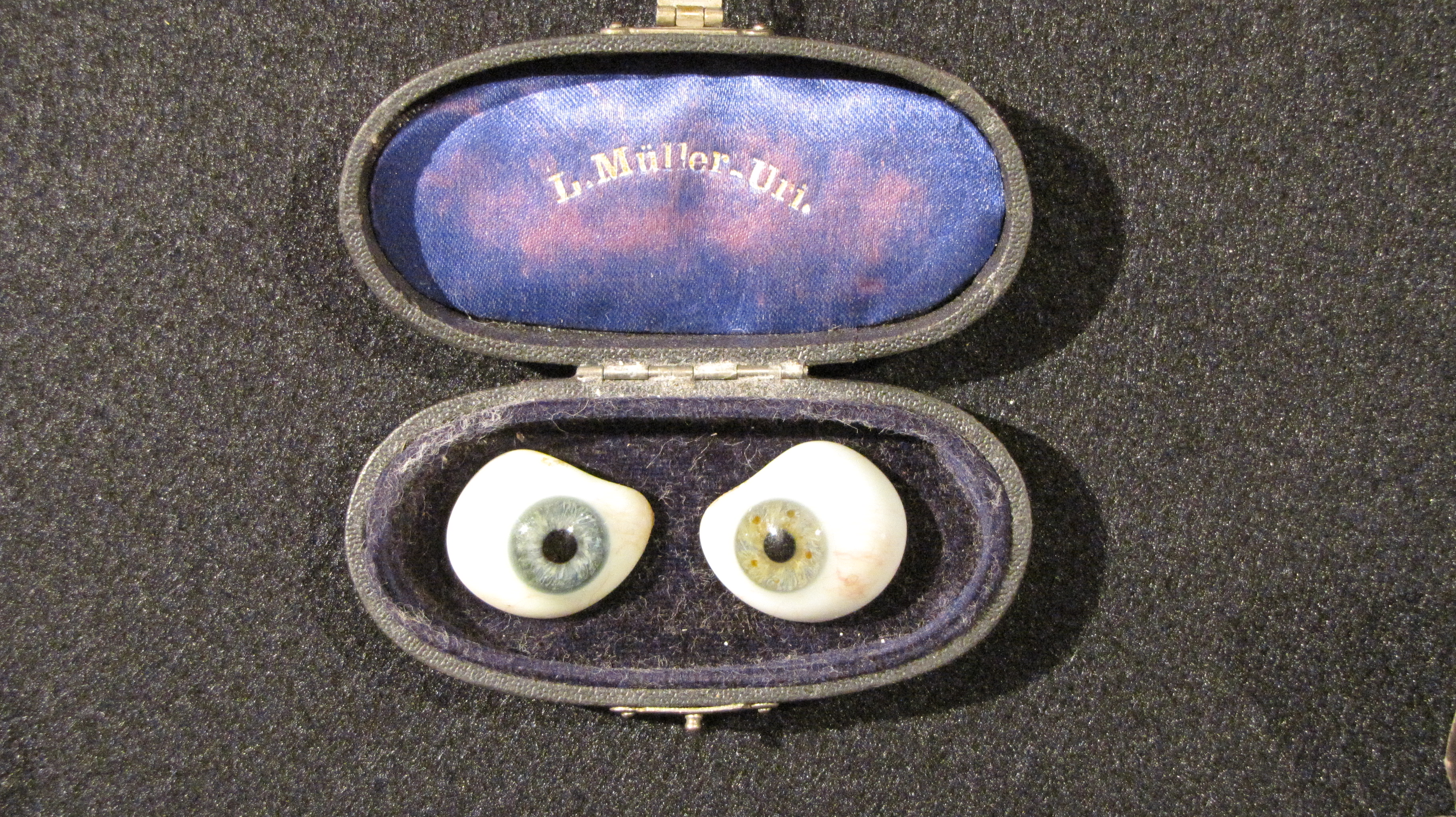
Glasaugen von Ludwig Müller-Uri

Ludwig Müller-Uri (* 4. September 1811 in Lauscha; † 7. November 1888 ebenda) war ein Thüringer Glasmacher, Kunstaugenbläser und Pionier der deutschen Augenprothetik (Glasauge), der Okularistik.

## Biographie
Ludwig Müller-Uri wurde als Sohn eines Glasbläsers in Lauscha geboren. Bereits während seiner Schulzeit wurde er als Gehilfe in der Glashütte beschäftigt. Nach seiner Schulzeit machte er eine Ausbildung als Tafelglasmacher in der Glashütte zu Marienthal. Nach dem Ende seiner Ausbildung kehrte er nach Lauscha zurück und fertigte dort Glasaugen für Spieltiere und Puppen. In der Augenherstellung für Sonneberger Spielzeug entwickelte er sich zum „Begabtesten seines Faches“.
1832 wurde der Würzburger Augenarzt Heinrich Adelmann (1807–1884) auf die besonders gut gelungenen Puppen- und Tieraugen aufmerksam und kontaktierte noch im gleichen Jahr Ludwig Müller-Uri.
Durch Heinrich Adelmann wurde Ludwig Müller-Uri zu ersten Versuchen veranlasst, Kunstaugen für Menschen zu erzeugen. Zur Gestaltung der Iris entwickelte Ludwig Müller-Uri „seine eigene Manier der Schmelzfarbenmalerei“ (Emailmalerei), der später die komplette Irisgestaltung ganz aus Spezialgläsern folgen sollte. Als Grundglas für den Augenkörper nutzte er vorerst das in der Lauschaer Glashütte geschmolzene Beinglas. 1835 konnte Ludwig Müller-Uri seine erste Augenprothese einem Patienten einsetzen.
1868 wurde in Gemeinschaftsarbeit der Augenkünstler, insbesondere Friedrich-Adolf Müller (Neffe von Ludwig Müller-Uri) mit den Glasmeistern Septimius Greiner-Kleiner, Christian Müller-Pathle und August Greiner-Wirth, das sogenannte Kryolithglas (Natriumhexafluoraluminat) entwickelt.
Kryolithglas hält der Tränenflüssigkeit wesentlich besser stand als das in Paris gebräuchliche Bleiglas oder das in Lauscha vorher genutzte Beinglas, so dass die Lebensdauer der Augenprothesen erheblich verlängert werden konnte.
1885 gelang mit dem geschmeidigen Kryolithglas die ideale Gestaltung des „Iridoscleralrandes“.
Ludwig Müller-Uri starb am 5. November 1888 im Alter von 77 Jahren in seinem Heimatort Lauscha.

## Okularistik heute
Augenprothesen sind einzelgefertigte Unikat-Kunstwerke, die damals wie heute individuell angepasst werden. Die durch Ludwig Müller-Uri begründete Okularistik wird heute in ca. 30 Betrieben in seiner Tradition der Augenfertigung fortgesetzt, wobei die Thüringer Augen-Glaskünstler bisher als Marktführer unerreichbar gelten und ca. 100.000 bis 200.000 Kunden weltweit betreuen.

## Auszeichnungen
- Große Verdienstmedaille für Kunst und Wissenschaft auf Gewerbe- und Industrieausstellungen 1844 (Berlin) und 1855 (München)
- Erste Preise auf Weltausstellungen in Wien (1873), Philadelphia (1876), Sidney (1880), Melbourne (1881)
- 1878 Silberne und 1887 Goldene Verdienstmedaille des Ernestinischen Hausordens für Kunst und Wissenschaft von “seinem Landesherrn” Herzog Georg II. von Sachsen-Meiningen